# Paul Wilbur Klipsch

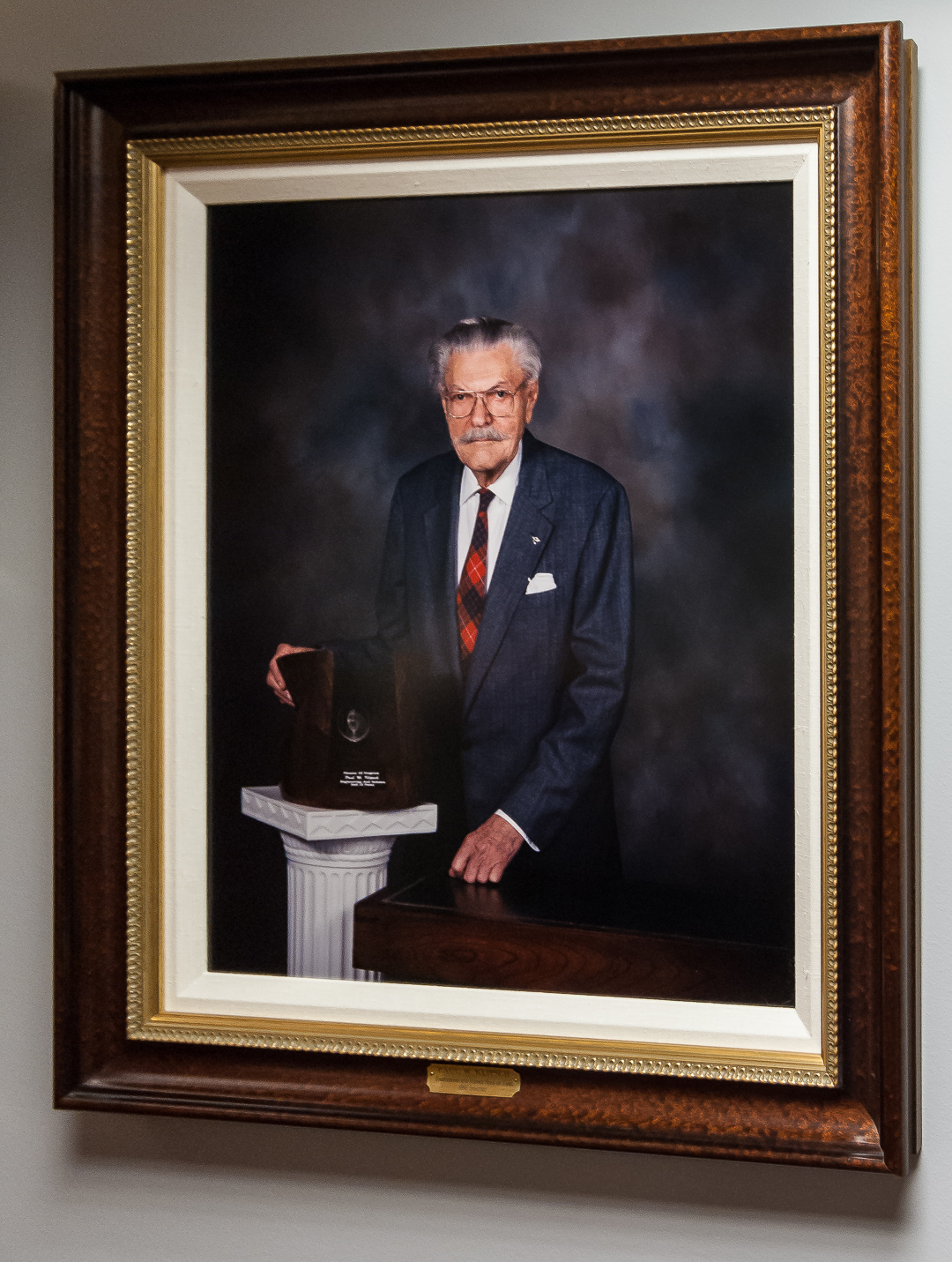
Paul Wilbur Klipsch

Paul Wilbur Klipsch (Elkhart (Indiana), 9 maart 1904-Hope (Arkansas), 5 mei 2002) was een Amerikaanse ingenieur, wetenschapper, uitvinder en piloot, die bekendheid verwierf door zijn onderzoekingen en zijn ontwerpen op het gebied van de akoestiek en de hifi-geluidsweergave. 
Klipsch verkreeg het diploma van elektrisch ingenieur in 1926 van de 'New Mexico College of Agricultural and Mechanical Arts', nu bekend als de New Mexico State universiteit (NMSU). In 1934 verwierf hij het diploma van Master in de Wetenschappen aan de Stanford Universiteit en veel later, in 1981 werd hij Doctor in de rechten aan de NMSU. Om zijn werk te eren kreeg de ingenieursafdeling van de NSMU in 1995 de naam van 'Klipsch School of Electrical and Computer Engineering'.
In 1946 richtte hij de firma Klipsch and Associates op die zich ging toeleggen op de bouw van hoornluidsprekers voor het ganse audiospectrum en die geschikt zouden zijn voor de high-end geluidsweergave in beperkte ruimten zoals een auditorium of de ietwat grotere huiskamer. Met dit doel voor ogen ontwikkelde hij een driewegsysteem dat naast een gevouwen hoekhoorn voor de lage tonen (bassen) ook een middentoon hoorn en een tweeterhoorn met een hoog rendement en een lage vervorming omvat. Dit driewegsysteem staat nu bekend als de Klipschorn®.
Klipsch kreeg in 1978 voor zijn bijdragen aan de luidsprekerbouw en zijn studies over de akoestische vervorming de zilveren medaille van de Audio Engineering Society.

## Loopbaan

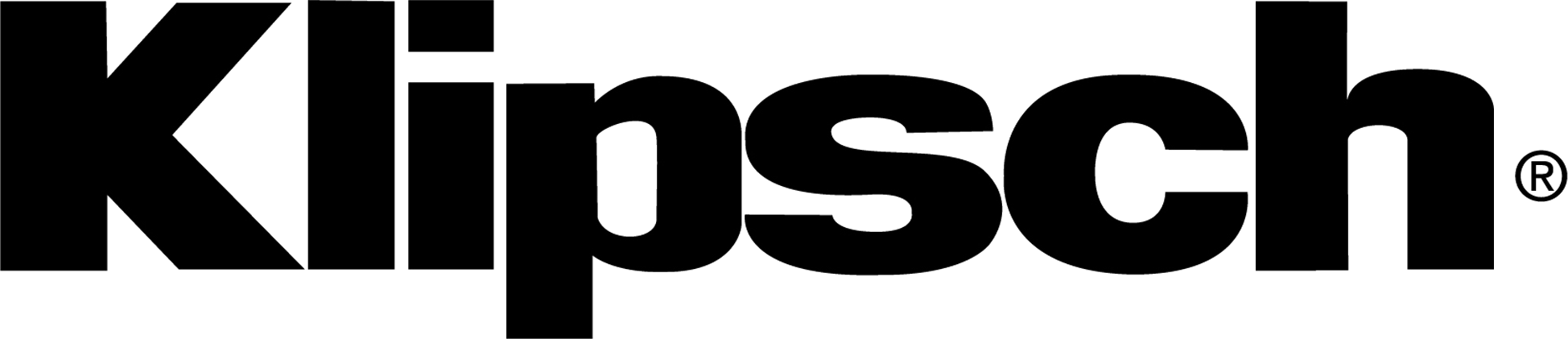
Logo van Klipsch

Na zijn collegetijd ging Klipsch bij General Electric in Schenectady werken en vond er als radioamateur een interessante werkkring. Zijn belangstelling ging echter ook uit naar de elektrische treinen die er vervaardigd werden, onder andere voor de spoorweg van een mijn in Chili. Hij postuleerde voor een baan aldaar en verbleef de volgende drie jaar in Tocopilla, Chili als opzichter voor het onderhoud van zeven elektrische treinen. Ten tijde van de grote depressie werd hij gedwongen om terug naar Amerika te verhuizen en vatte er een tweejarige studie aan bij de Stanford universiteit. Daar ontmoette hij een medestudent afkomstig uit de Jensen familie, met wie hij een levendige discussie begon over luidsprekerweergave. 
In 1934, na zijn studies in Stanford, ging hij naar Houston en om er de volgende tien jaar te werken in de olienijverheid. Uit die tijd stammen zijn eerste octrooien op het gebied van de seismologie en begon hij als hobby thuis hoornconstructies te maken, eerst uit karton en later uit hout. Toen de Tweede Wereldoorlog uitbrak werd Klipsch in 1941 bij het Amerikaans leger ingelijfd en werkte hij op het schietveld in de buurt van Hope, Arkansas. Zijn voornaamste taak bestond erin  munitie te testen waarbij het meten van de snelheden van projectielen door middel van fotografische methoden aan de orde was. In die periode nam Klipsch het vaste besluit om zich na de oorlog verder bezig te houden met de bouw van luidsprekers en ondernam stappen om een aantal van zijn vindingen en hoornconstructies te laten beschermen door middel van octrooiaanvragen. In het totaal werden aan hem 23 octrooien in de akoestiek, de ballistiek en de geofysica verleend.
In 1946 stichtte hij de firma Klipsch and Associates en in 1948, het jaar dat hij zijn eerste medewerker in dienst nam had hij al een productiefaciliteit, die elke twee weken een Klipschoorn maakte. De firma heet nu Klipsch Audio Technologies en is nog altijd actief op het gebied van de luidsprekerbouw. Klipsch zegt zelf dat zijn grootste ontdekking op het gebied van audio de omgekeerde relatie is tussen rendement en vervorming. Hoe hoger het rendement hoe lager de vervorming.